# Dunakeszi rendőrkapitányai
1983. január 1-jén, az addigi rendőrőrs alapjain, megalakult a dunakeszi rendőrkapitányág. A lakosság létszámának növekedése, a település terjeszkedése, felgyorsult életritmusa egyaránt indokolta, hogy az eddigi rendőrőrs helyett önálló városi kapitányságot hozzanak létre a településen. A régi épület rekonstrukciójával, valamint egy új szárny hozzáépítésével szeptember 27-én át is adták a kapitánysági székhelyet. A helyi testület vezetője dr. Pataki Péter rendőrőrnagy lett. A város 1984. január 1-jétől körzetközponti feladatokat kapott: Göd és Fót számára körzeti feladatokat látott el.
A megnövekedett feladatmennyiség indokolttá tette, hogy a dunakeszi rendőrkapitányság nagyobb épületbe költözzön. A Belügyminisztérium 1996-ban 142 millió forintért megvásárolta a Hotel Dunakeszit, a vételi összegből 15 millió forint illette meg az önkormányzatot. Az épületbe december 31-ig átköltözött a városi rendőrkapitányság.

## Dunakeszi rendőrkapitányai (1983-tól)
| Pataki Péter r. őrnagy          | 1983.01.01.–1988.04.30. |
| Tószegi István r. őrnagy        | 1988.05.01.–1990.07.31. |
| Dr. Dezső Gyula r. százados     | 1990.08.01.–1991.05.31. |
| Orlay Ibolya r. százados        | 1991.06.01.–1991.07.30. |
| Weltner Sándor r. alezredes     | 1991.08.01.–1996.08.31. |
| Dr. Besenyei Gábor r. alezredes | 1996.09.01.–2004.02.28. |
| Dr. Juhász István r. ezredes    | 2004.03.15.–2006.07.15. |
| Kovács László r. alezredes      | 2006.07.16.–2012.03.31. |
| Péter Zoltán r. őrnagy          | 2012.04.01.–2012.09.15. |
| Tóth Csaba r. ezredes           | 2012.09.16.–2022.05.31. |
| Farkas Imre r. ezredes          | 2022.06.01.-            |